# 安倍川

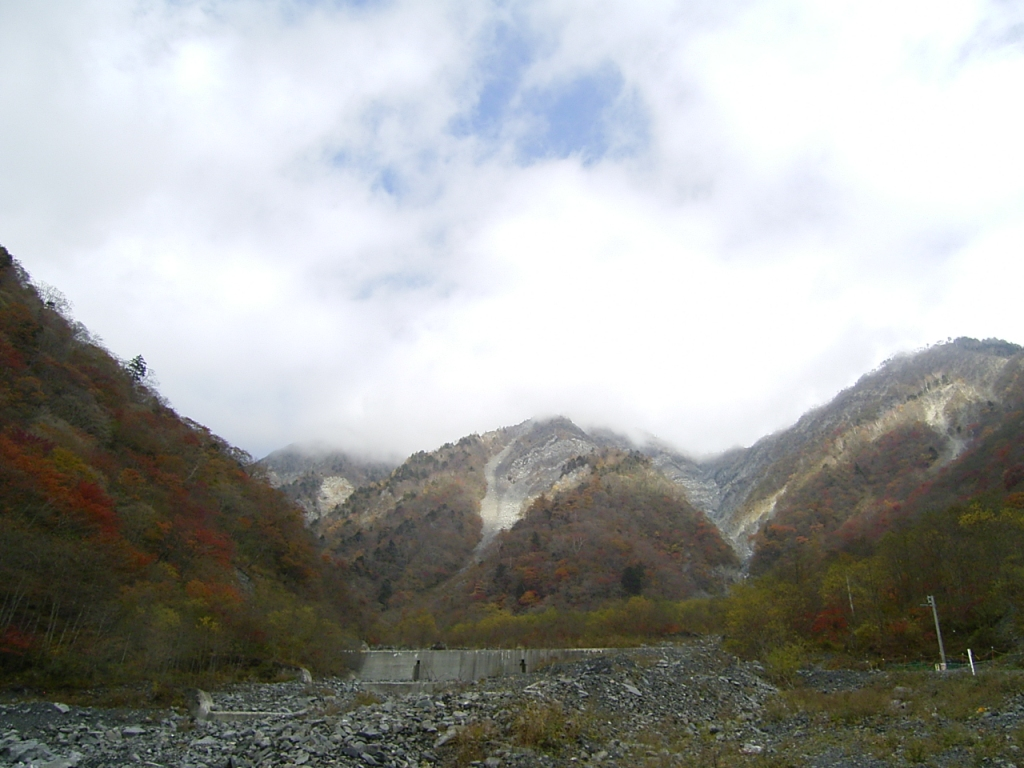
源流にある大谷崩

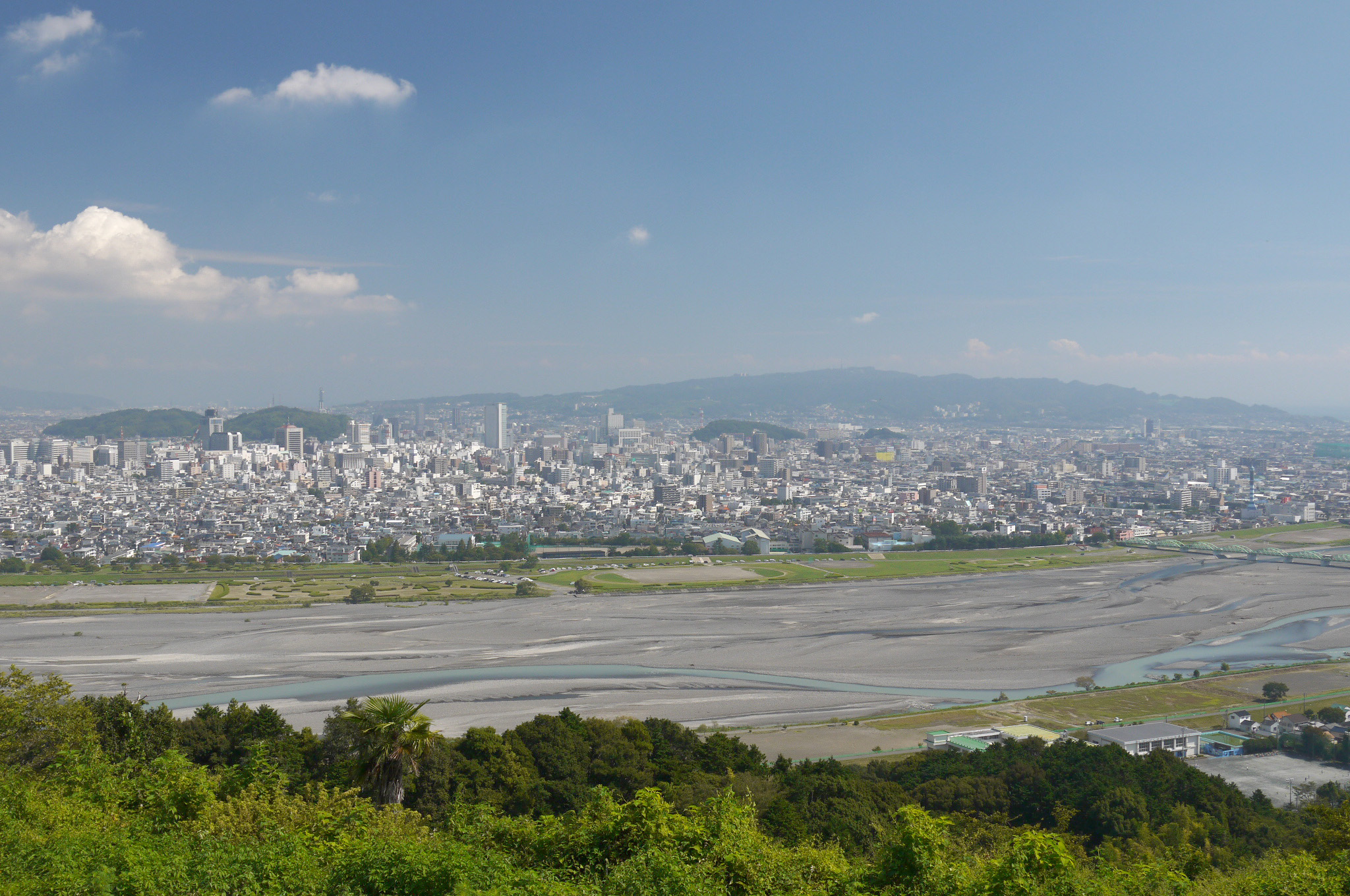
安倍川と静岡市街

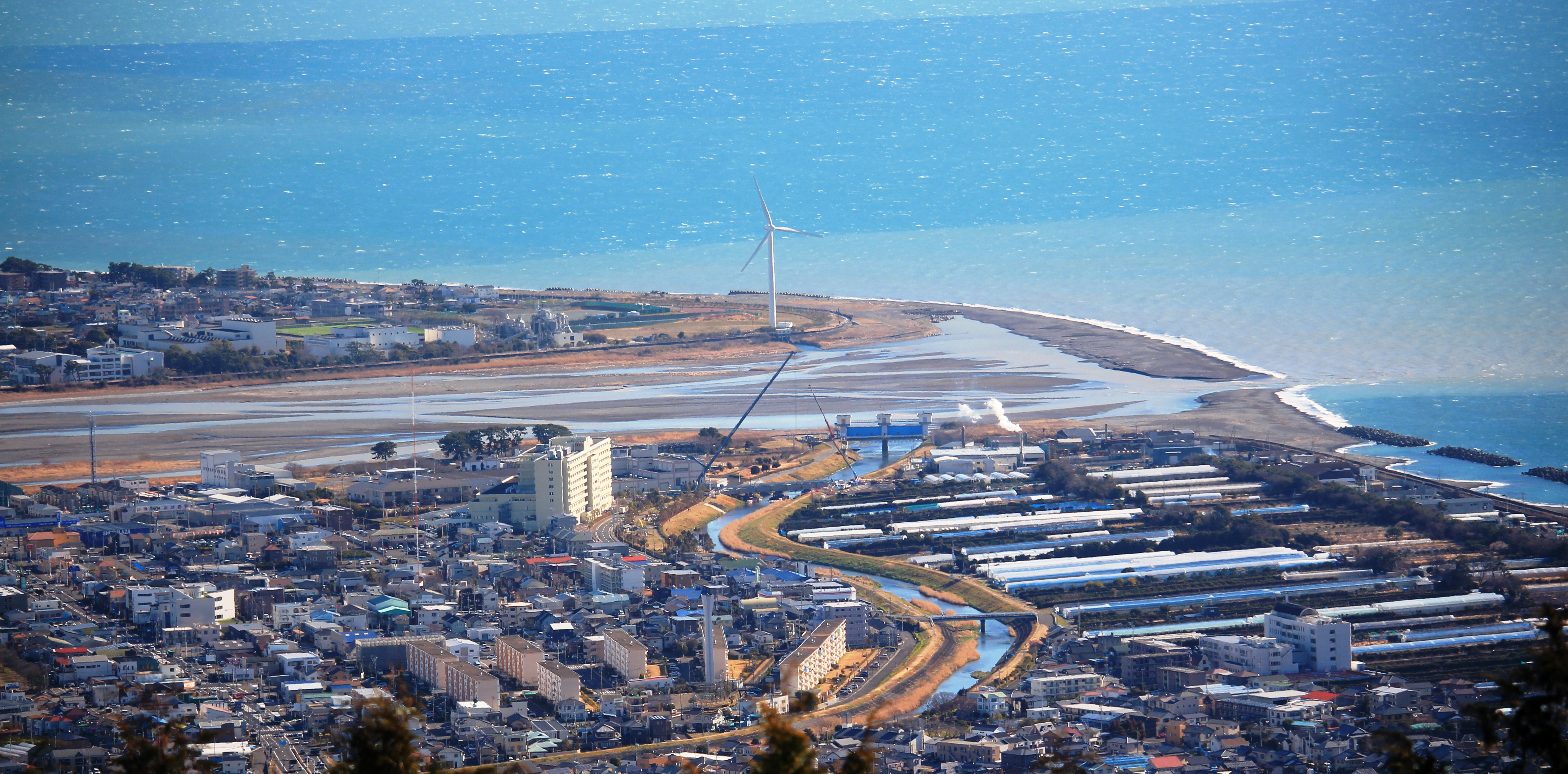
河口部

安倍川（あべかわ）は、静岡県静岡市葵区および駿河区を流れる河川。一級水系安倍川の本流である。清流としても有名で、その伏流水は静岡市の水道水にも使われている。大河川でありながら河川長は53.3㎞と短く、また本流・支流にひとつも河川法上のダムがない珍しい川である。
「安部川」や「あべがわ」の表記もあるが、これらは誤りである。
安倍川のたもとで売られている名物に「安倍川もち」があるが、地元以外では餅にきな粉をまぶして食べる食べ方を単に「あべかわ」と呼ぶことがある。

## 地理
静岡県と山梨県の境にある、大谷嶺・八紘嶺・安倍峠に源を発する。源流の大谷嶺（標高約2,000m）の斜面は「大谷崩れ（おおやくずれ）」とよばれ、長野県の稗田山崩れ、富山県の鳶山崩れとともに日本三大崩とされている。
流域のすべてが静岡市内であり、下流部の藁科川と合流する付近では「舟山」という川中島が見られ、市街地の西側を流れて駿河湾に注ぐ。
糸魚川静岡構造線が近くを通っており、当河川付近に、東西で地質構造が大きく異なる境界もある。2019年現在、川下での釣り行為は禁止されている。

## 語源
語源については諸説がある。
- 安倍郡に由来。
- 安部氏にちなんで名付けられた。この説は最も有力だと考えられている[4]。
- 「アベ」は低湿地を意味する。
- アイヌ語の「アペ」（火）に由来する。

## 歴史

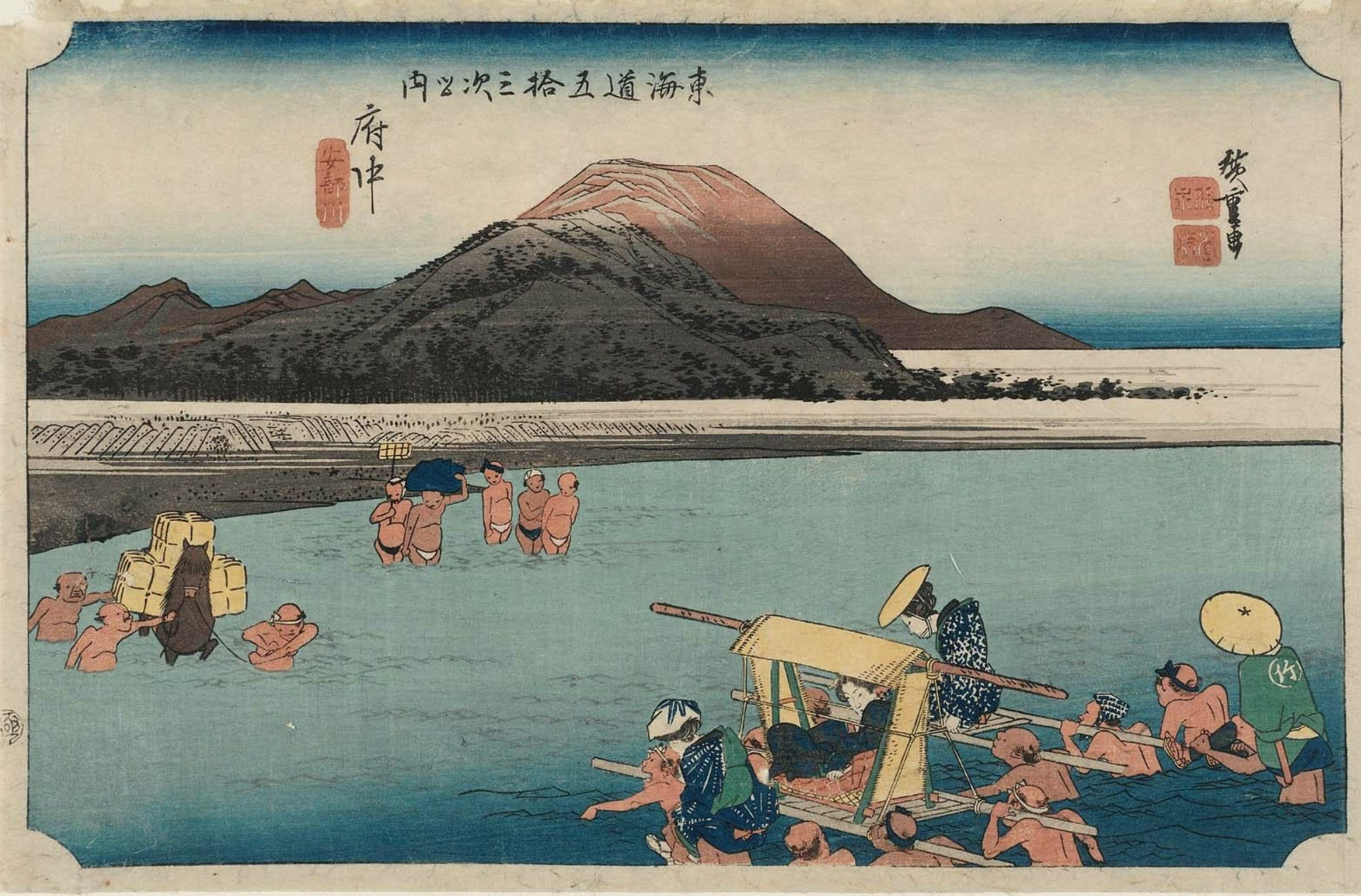
府中宿安倍川　歌川広重 江戸期の旅人たちは人足の手を借りて川を渡った。

- 府中宿安倍川　歌川広重  江戸期の旅人たちは人足の手を借りて川を渡った。1335年 - 南北朝時代、足利尊氏と新田義貞が争った手越河原の戦いが起きる。
- 江戸時代初頭 - 徳川家康によって天下普請として大規模な治水工事が行なわれ、現在の流れとなる。それ以前は、藁科川とは別の流れで複数の川筋となって駿河湾に注いでいたが、大規模な治水工事によって、藁科川と合流するようになった。

現在の合流地点より下流は藁科川の川筋だったと言われている。特に薩摩藩によって安倍川左岸に築かれたと伝わる堤防は薩摩土手とよばれ（薩摩藩の築堤への関与は完全には証明されていない）、現在でも一部残存し、土木学会選奨土木遺産となっている（新しい堤防がより内側に築かれたことにより、現在は、旧薩摩土手のほとんどは道路になり「さつま通り」と呼ばれている）。
- 1868年9月3日（明治元年7月17日） - 暴風雨により増水、堤防が決壊[8]。
- 2008年（平成20年） - 環境省から「平成の名水百選」に選定される[9]。
- 2017年（平成29年）6月 - 雨量が極端に少なく、上旬から、河道が途切れる「瀬切れ」が発生（狩野橋付近から安西橋付近まで）[10]。「うしづま水辺の楽校　子供達のたくさんの笑顔、オクシズの魅力アップを目指す」で、平成29年度国土交通省手づくり郷土賞受賞。
- 2025年（令和7年）4月2日 - 上流の葵区梅ケ島・入島－有東木間に「中部電力安倍川水力発電所」が営業運転を開始[11]。

## 安倍川の文化
江戸時代には、防衛上の理由から橋の架設が認められなかった。それゆえ旅行者は、川の往来には渡し船や川渡し人足の肩車や輦台に乗らなければならなかった。この渡しの様子は当時から絵画や文学の題材になっており、『東海道中膝栗毛』にも登場している。

## 主な支流

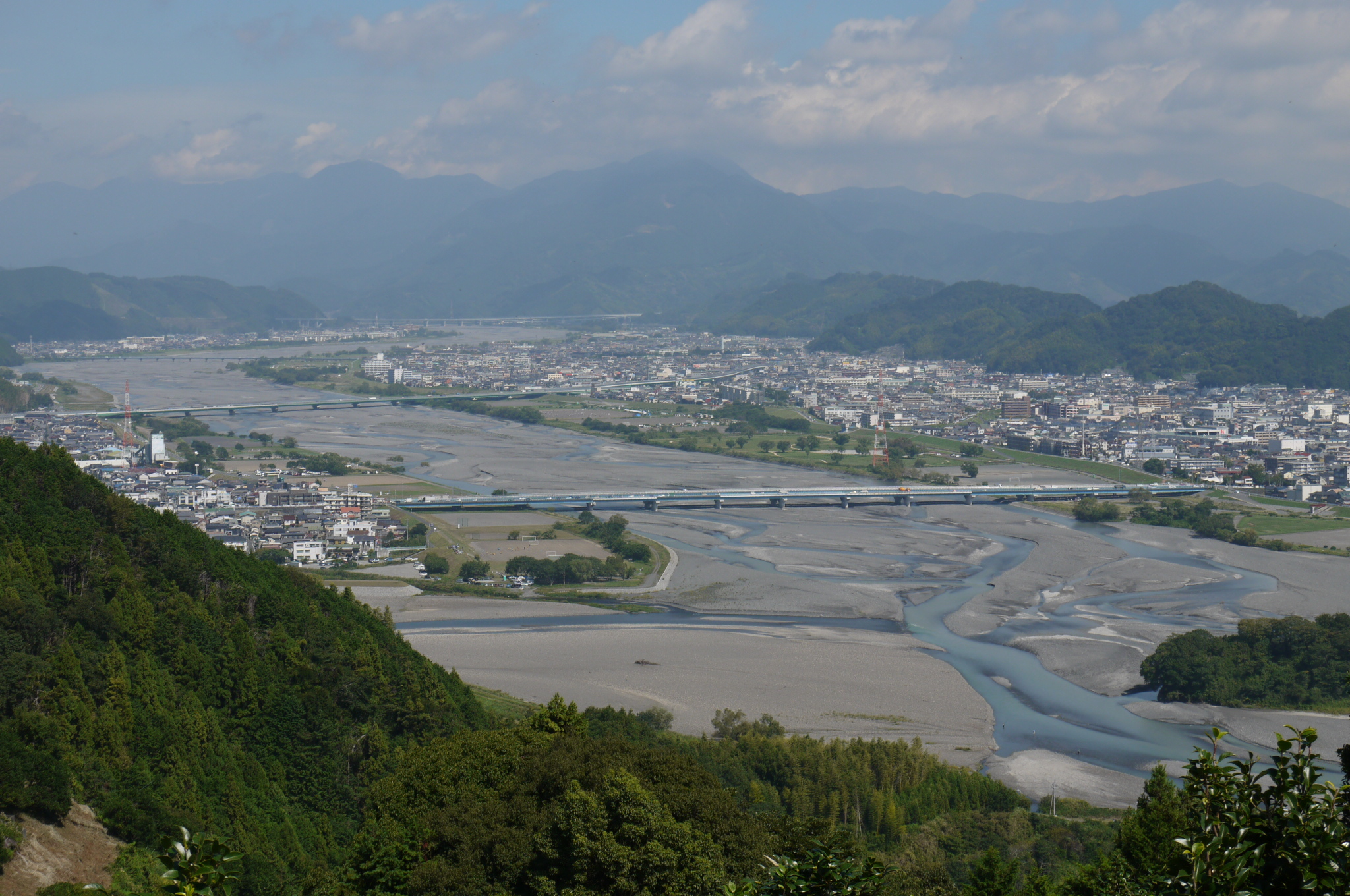
上流を望む。手前は藁科川との合流地点。安西橋、安倍川大橋、狩野橋、安倍川橋(高速道)/葵大橋(中央から奥へ順に)

一級河川のみを下流側から順に記載する。
| 河川         | よみ                 | 次数    | 管理者                | 主な経過地         | 河川延長 （km）         | 備考 |
| ------------ | -------------------- | ------- | --------------------- | ------------------ | ----------------------- | ---- |
| 安倍川       | あべかわ             | 本川    | 中部地方整備局 静岡県 | 静岡市駿河区・葵区 | 50.8 （うち直轄22.677） |      |
| 丸子川       | まりこがわ           | 1次支川 | 静岡県                | 静岡市駿河区       | 10.4                    |      |
| 小豆川       | しょうずがわ         | 2次支川 | 静岡県                | 静岡市駿河区       | 1.15                    |      |
| 藁科川       | わらしながわ         | 1次支川 | 中部地方整備局 静岡県 | 静岡市葵区         | 29.2 （うち直轄8.908）  |      |
| 大門川       | だいもんがわ         | 2次支川 | 静岡県                | 静岡市葵区         | 2.18                    |      |
| 久住谷川     | くずみやがわ         | 2次支川 | 静岡県                | 静岡市葵区         | 4                       |      |
| 飯間谷川     | はんまやがわ         | 2次支川 | 静岡県                | 静岡市葵区         | 2.356                   |      |
| 新間谷川     | しんまやがわ         | 2次支川 | 静岡県                | 静岡市葵区         | 6                       |      |
| 小瀬戸谷川   | こせとやがわ         | 2次支川 | 静岡県                | 静岡市葵区         | 2.3                     |      |
| 板谷島沢川   | いたやじまざわがわ   | 2次支川 | 静岡県                | 静岡市葵区         | 0.8                     |      |
| 水見色川     | みずみいろがわ       | 2次支川 | 静岡県                | 静岡市葵区         | 7                       |      |
| 保ヶ沢川     | ほげざわがわ         | 2次支川 | 静岡県                | 静岡市葵区         | 1                       |      |
| 荒沢川       | あらさわがわ         | 2次支川 | 静岡県                | 静岡市葵区         | 1                       |      |
| 黒俣川       | くろまたがわ         | 2次支川 | 静岡県                | 静岡市葵区         | 7.5                     |      |
| 氷川         | こおりがわ           | 2次支川 | 静岡県                | 静岡市葵区         | 1                       |      |
| 坂本川       | さかもとがわ         | 2次支川 | 静岡県                | 静岡市葵区         | 2                       |      |
| 杉尾川       | すぎおがわ           | 2次支川 | 静岡県                | 静岡市葵区         | 2.8                     |      |
| 諸子沢川     | もろこざわがわ       | 2次支川 | 静岡県                | 静岡市葵区         | 4                       |      |
| 秋山川       | あきやまがわ         | 1次支川 | 静岡県                | 静岡市葵区         | 1.39                    |      |
| 内牧川       | うちまきがわ         | 1次支川 | 静岡県                | 静岡市葵区         | 4                       |      |
| 足久保川     | あしくぼがわ         | 1次支川 | 静岡県                | 静岡市葵区         | 9.23                    |      |
| 八十岡川     | やそおかがわ         | 2次支川 | 静岡県                | 静岡市葵区         | 1.2                     |      |
| 相沢川       | あいざわがわ         | 2次支川 | 静岡県                | 静岡市葵区         | 1.6                     |      |
| 油山川       | ゆやまがわ           | 1次支川 | 静岡県                | 静岡市葵区         | 3.9                     |      |
| 浅間沢川     | せんげんざわがわ     | 1次支川 | 静岡県                | 静岡市葵区         | 0.6                     |      |
| 安倍大沢川   | あべおおさわがわ     | 1次支川 | 静岡県                | 静岡市葵区         | 1                       |      |
| 安倍中河内川 | あべなかごうちがわ   | 1次支川 | 静岡県                | 静岡市葵区         | 20.8                    |      |
| 西河内川     | にしこうちがわ       | 2次支川 | 静岡県                | 静岡市葵区         | 3.6                     |      |
| 玉川大沢川   | たまがわおおさわがわ | 3次支川 | 静岡県                | 静岡市葵区         | 1.2                     |      |
| 仙俣川       | せんまたがわ         | 2次支川 | 静岡県                | 静岡市葵区         | 3.6                     |      |
| 八重沢川     | やえざわがわ         | 1次支川 | 静岡県                | 静岡市葵区         | 0.9                     |      |
| 聖沢川       | ひじりさわがわ       | 1次支川 | 静岡県                | 静岡市葵区         | 0.3                     |      |
| 関の沢川     | せきのさわがわ       | 1次支川 | 静岡県                | 静岡市葵区         | 1.6                     |      |
| 三郷川       | さんごうがわ         | 1次支川 | 静岡県                | 静岡市葵区         | 0.76                    |      |
| コンヤ川     | こんやがわ           | 1次支川 | 静岡県                | 静岡市葵区         | 0.68                    |      |
| 安倍大谷川   | あべおおやがわ       | 1次支川 | 静岡県                | 静岡市葵区         | 2.8                     |      |

## 主な橋梁

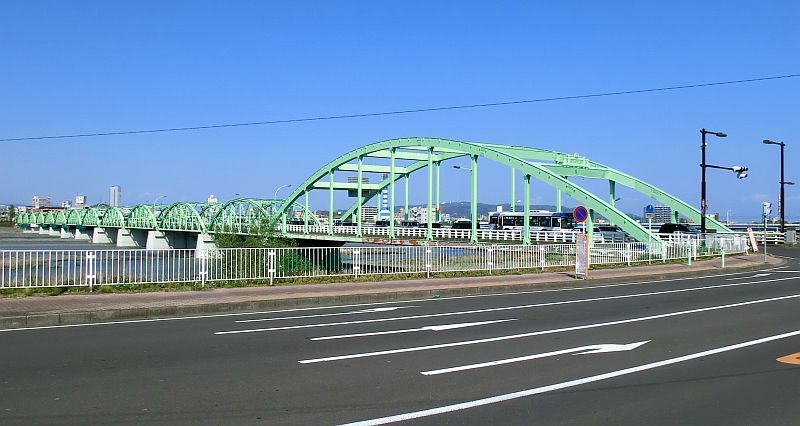
安倍川橋（県道、右岸側）

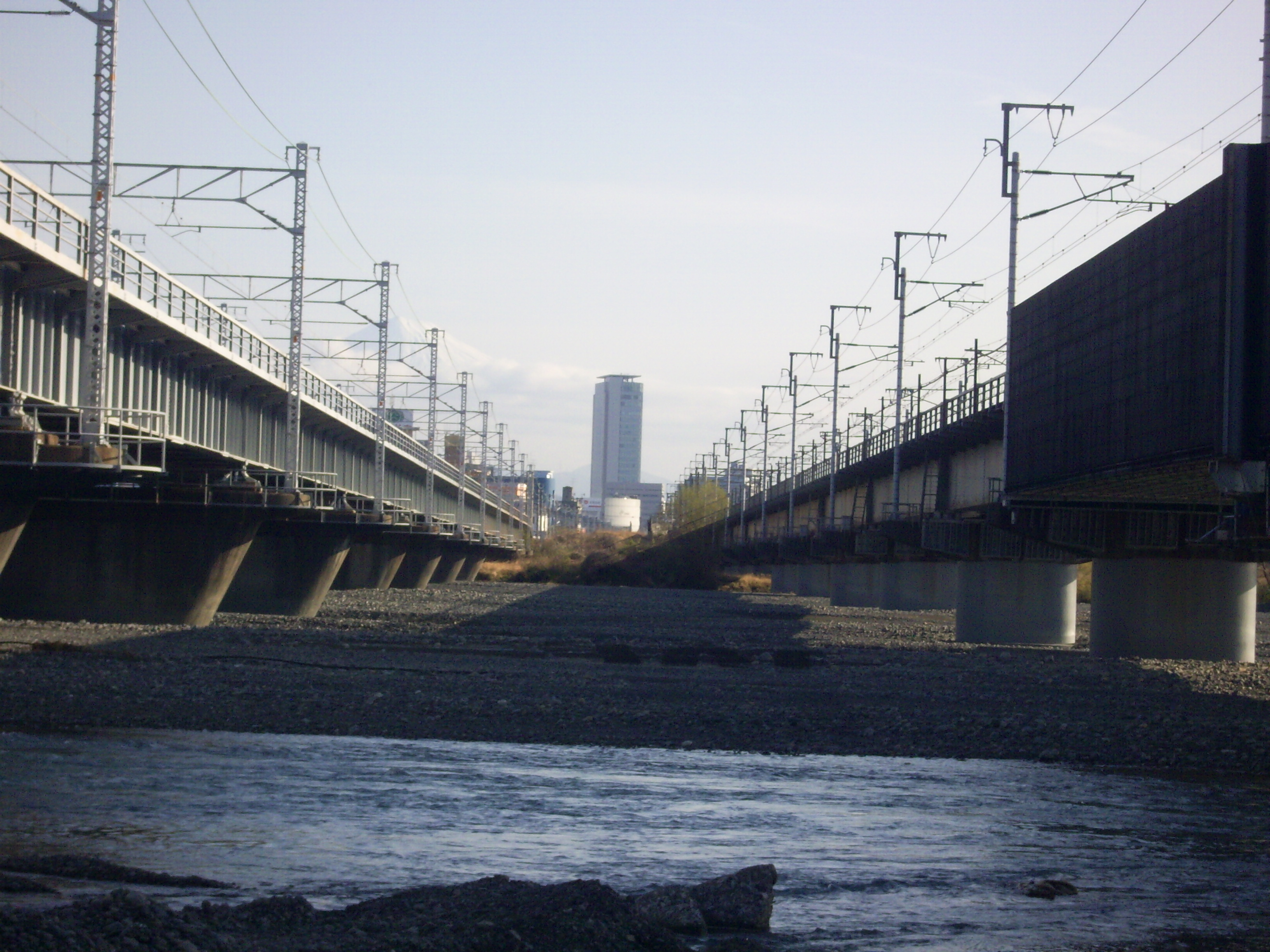
東海道線(左)と新幹線(右)の橋梁間から葵タワーを望む

- 平野橋 - 静岡県道29号梅ケ島温泉昭和線
- 玉機橋 - 静岡県道27号井川湖御幸線
- 竜西橋 - 静岡県道29号梅ケ島温泉昭和線
- 曙橋 - 静岡県道27号井川湖御幸線
- 安倍川橋 - 新東名高速道路（葵大橋との二層構造で上段）
- 葵大橋 - 静岡県道27号井川湖御幸線（新東名の安倍川橋との二層構造で下段）
- 狩野橋 - 静岡県道205号大川静岡線
- 安倍川大橋 - 国道1号静清バイパス
- 安西橋 - 国道362号
- 安倍川橋 - 静岡県道208号藤枝静岡線
- 駿河大橋 - 国道1号
- 安倍川橋 - 東海道本線
- 安倍川橋 - 東海道新幹線
- 静岡大橋 - 市道丸子池田線
- 安倍川橋 - 東名高速道路
- 南安倍川橋 - 国道150号